# Chillon

Kupferstich von Schloss Chillon, von Johann Ludwig Nöthiger (1744), von dem Dorf Chillon ist nichts mehr zu erkennen

Chillon war eine Ortschaft bei der Burg Chillon im schweizerischen Kanton Waadt.

## Geschichte
Erstmals erwähnt wird der Ort 1214 bei der Gründung der Stadt Villanova Chillionis («la ville neuve de Chillon») durch Graf Thomas I. von Savoyen. Im Jahr 1322 zählte das Dorf 62 Bewohner. Das besiedelte Gebiet dehnte sich vom Hügel am Schloss bis zum See und dem Eingang des Schlosses aus. Bis zum oberhalb des Ortes gelegenen Wald waren Palisaden errichtet worden, die den Ort schützten und die Handelnden zwangen, den Ort durch zwei Tore zu betreten. Dies waren die porta burgi chillonis a parte Cluse (1292) / a parte Viviaci (1302) in westlicher Richtung (heutiges Veytaux) und porta burgi chillonis a parte villanova (1286) in Richtung des heutigen Villeneuve. Die Bevölkerung übernahm Arbeiten wie die des Nachtwächters am Schloss. Kirchlich gehörte Chillon zur Gemeinde von Montreux, verfügte jedoch über eine eigene Kapelle ecclesia sancti Pantaleonis, erwähnt erstmals 1278.
1471 wurde Chillon bereits der Kommune von Veytaux zugeordnet, im Jahr 1618 wird jedoch auch die commune de Chillon et Veytaux genannt. In Dokumenten vom Ende des 17. Jahrhunderts wird das Dorf nicht mehr erwähnt. Beim Bau der Simplonstrecke um 1850 wurden Mauerreste entdeckt. Heute ist von dem Flecken nichts mehr zu sehen.
Neben dem Schloss tragen auch der Haltepunkt Veytaux-Chillon an der Simplonlinie sowie das Chillon-Viadukt den Namen des Ortes.